# Herbert Kargl
Herbert Kargl (* 8. März 1936 in Troppau) ist ein deutscher Wirtschaftsinformatiker.

## Leben
Kargl studierte Wirtschaftsingenieurwesen an der Technischen Universität Darmstadt, wurde 1967 promoviert und habilitierte sich 1971 an der Technischen Universität München.
Er war von 1972 bis zu seiner Emeritierung 2001 Inhaber des Lehrstuhls für Allgemeine Betriebswirtschaftslehre und Wirtschaftsinformatik an der Universität Mainz. Außerdem ist er Dozent an der Verwaltungs- und Wirtschaftsakademie Wiesbaden, wo er ab 2001 das Fach Wirtschaftsinformatik als berufsbegleitendes Studienfach aufbaute.
Zu seinen Forschungsschwerpunkten zählen das IV-Controlling und das Management von IV-Projekten.

## Publikationen (Auswahl)
- Kargl, Herbert; Kütz, Martin: IV-Controlling. 5. Aufl. München: Oldenbourg, 2007, ISBN 978-3-486-27467-7
- Kargl, Herbert: Management und Controlling von IV-Projekten. München: Oldenbourg 2000, ISBN 3-486-25404-9
- Kargl, Herbert: Grundlagen von Informations- und Kommunikationssystemen. München: Oldenbourg 1998, ISBN 3-486-24757-3
- Kargl, Herbert: Controlling im DV-Bereich. 3. Aufl. München: Oldenbourg, 1996. ISBN 3-486-23514-1
- Kargl, Herbert: Fachentwurf für DV-Anwendungssysteme. 2. Aufl. München: Oldenbourg, 1990, ISBN 3-486-21816-6
- Bottler, Jörg; Horváth, Peter; Kargl, Herbert: Methoden der Wirtschaftlichkeitsberechnung für die Datenverarbeitung. München: Verlag Moderne Industrie, 1972